# Miniaturni avtoportret (Anguissola, Boston)
Miniaturni avtoportret je majhna oljna slika italijanske umetnice Sofonisbe Anguissole. Naslikan je bil okoli leta 1556 in je bil istočasno nameščen na medalji. Izbira formata temelji na Angussiolinem znanju o delih slavnega miniaturista Giulia Clovia.

## Opis
Miniatura prikazuje avtoportret Sofonisbe s polovičnim doprsjem. Oblečena je v strogo vsakdanjo obleko, z lasmi v pramenih in zbranimi okoli glave. Njene roke podpirajo okrogel ščit s kompleksnim monogramom, na katerem so črke, ki tvorijo ime njenega očeta Amilcare: ACEILMR. Okrog monograma je napis, napisan v latinici z velikimi tiskanimi črkami. »SOPHONISBA ANGUSSOLA VIR (GO) IPSIUS MANU EX (S) PECULO DEPICTAM CREMONAE« ('Sofonisba Anguissola iz Cremone, devica, je naslikala to sliko v ogledalu s svojo roko.').
Portret je naslikan s konico čopiča na preperelem zelenem ozadju. Fiziognomija obraza je značilna za avtoportrete Sofonisbe Anguissole: široke črne oči, majhne mesnate ustnice, stroga pričeska in oblačila, primerna za žensko iz dobre družine, ki se želi predstaviti kot devica, pa tudi pismena in dobro izobražena. Dvignjen ovratnik v beneškem slogu ostane odprt, da omogoči pogled na belo srajco spodaj.
V majhnih dimenzijah kameje je telo mlade ženske skrito za monogramom njenega očeta. Bil je verjetni prejemnik slike, ker se je Sofonisba čutila dolžna, saj ji je dal priložnost, da študira slikarstvo pri Bernardinu Campiju.

## Poreklo
Do leta 1801 Richard Gough (r. 1735 - um. 1809), London (Delo je bilo zabeleženo v zbirki Gough v "Gentlemen's Quarterly" , "Oktober 1801, str. 897). Do leta 1862 Henry Danby Seymour (r. 1820 - um. 1877), Ashridge (Henry Danby Seymour je delo posodil muzeju South Kensington že leta 1862, v skladu s pismom Harryja G. Sperlinga iz Kleinbergerja MZZ (12. novembra 1959) pa je med leti 1912 in 1928 posodil JM Seymour. v muzej Victoria in Albert v Londonu. Informacije o datumih teh posojil (ne pa tudi o posojilodajalcih) so potrjene v katalogu dražb iz leta 1959); po darovanju svoji nečakinji, gospodični Jane Margaret Seymour (r. 1873 - um. 1943), Knoyle, Wiltshire. 9. maja 1928, prodaja Seymour, Sotheby's, London, sklop 61. 9. novembra 1959, anonimna prodaja ("lastnina dame"), Sotheby's, London, sklop 28, F. Kleinberger and Co., New York; 1960, ki ga je Kleinberger prodal MZZ za 3000 dolarjev. (Datum pridobitve: 10. marec 1960)